# Mihaela Dascălu
Mihaela Dascălu (Braşov, 12 februari 1970) is een Roemeens voormalig langebaanschaatsster.
Dascălu wordt gezien als de beste Roemeense schaatsster aller tijden. Geen enkele Roemeen nam zo vaak deel aan het WK allround (acht keer). Bij het wereldkampioenschap voor junioren van 1988 in Seoul wordt Dascălu betrapt en moet ze anderhalf jaar aan de kant staan. Het winnen van de bronzen medaille tijdens het WK Allround van 1994 in het Amerikaanse Butte is bovendien de enige keer dat een Roemeen een medaille won op een groot kampioenschap. Daarnaast won Dascălu in haar carrière enkele medailles op afstanden tijdens allroundkampioenschappen.

## Records

### Persoonlijke records
| Afstand    | Tijd    | Datum            | Baan       |
| ---------- | ------- | ---------------- | ---------- |
| 500 meter  | 40,65   | 30 januari 1994  | Calgary    |
| 1000 meter | 1.19,97 | 29 januari 1994  | Calgary    |
| 1500 meter | 2.04,02 | 21 februari 1994 | Hamar      |
| 3000 meter | 4.21,83 | 14 maart 1998    | Heerenveen |
| 5000 meter | 7.30,04 | 3 maart 1996     | Calgary    |

## Resultaten
| Jaar | EK Allround | WK Allround | WK Sprint | WK Afstanden                           | Olympische Spelen                               | WK Junioren |
| ---- | ----------- | ----------- | --------- | -------------------------------------- | ----------------------------------------------- | ----------- |
| 1987 |             |             |           |                                        |                                                 | 7e          |
| 1988 |             |             |           |                                        |                                                 | DQ          |
|      |             |             |           |                                        |                                                 |             |
| 1991 | 11e         | 11e         | 22e       |                                        |                                                 |             |
| 1992 | 7e          | NC17        | 18e       |                                        | 21e 500m 6e 1000m 17e 1500m 18e 3000m 13e 5000m |             |
| 1993 | NC13        | 6e          | 17e       |                                        |                                                 |             |
| 1994 | 7e          | Brons       | 14e       |                                        | 23e 500m 17e 1000m 8e 1500m 8e 3000m            |             |
| 1995 | 7e          | NC13        | 19e       |                                        |                                                 |             |
| 1996 | 7e          | NC14        | 21e       | 15e 1000m 12e 1500m 14e 3000m 8e 5000m |                                                 |             |
| 1997 | 6e          | NC15        |           | 7e 1500m 11e 3000m 9e 5000m            |                                                 |             |
| 1998 | 12e         | NC19        | 31e       |                                        | 34e 1500m 24e 3000m                             |             |

NC# = niet aan de afsluitende vierde afstand deelgenomen
DQ = diskwalificatie